# Jararacuçu
Bothrops jararacussu, conhecida como jararacuçu, jararacuçu-verdadeiro, surucucu, surucucu-dourada, surucucu-tapete, urutu-dourado, urutu-estrela e  patrona, é uma víbora venenosa da família dos viperídeos. De até 2 m de comprimento e coloração dorsal variável entre cinza, rosa, amarelo, marrom ou preto, com manchas triangulares marrom-escuras. É encontrada na Bolívia, Brasil (Bahia e Mato Grosso,São Paulo,Rio Grande do Sul), Paraguai e Argentina.

## Etimologia
Bothrops é uma junção dos termos grego bothros, "buraco" e ops, "face" ou "olho". É uma alusão à região sensível ao calor dessas cobras, que se localiza entre as narinas e os olhos. "Jararacuçu" vem do termo tupi para "jararaca grande". "Surucucu" vem do tupi suruku'ku. "Urutu" vem do tupi uru'tu.
Na língua tupi, jararacuçu significa "serpente venenosa grande" .

## Características
A espécie tem dimorfismo sexual, sendo as fêmeas maiores que os machos e diferentes na coloração: ele é cinza e ela, amarelada. São muito temidas pela quantidade de veneno que podem injetar. Localizar uma jararacuçu no meio da floresta não é fácil porque ela possui uma camuflagem quase perfeita e, mesmo para olhos treinados, quase sempre passa despercebida.
As jararacuçus costumam tomar sol para se aquecerem durante o dia e preferem caçar à noite.
Os adultos alimentam-se de pequenos roedores e aves e os juvenis se alimentam de pequenos anfíbios, minhocas e até de alguns insetos.
A reprodução é ovovivípara, nascendo entre 16 e 20 filhotes no início da estação chuvosa.

## Peçonha
A Jararacuçu possui uma peçonha potente, de ação citotóxica, hemotóxica e até mesmo miotóxica, foram examinadas 29 picadas de Jararacuçu em São Paulo, os principais e mais comuns sintomas relatados foram dor local, obscessos, inchaço, necrose, choque, incoagulabilidade sanguínea, hemorragia externa grave e insuficiência renal. Outros relatados incluiam insuficiência circulatória e respiratória, necrose tubular aguda (sendo a principal causa de insuficiência renal), edema cerebral, rabdomipolise hemorrágica local e Coagulação intravascular disseminada(CID). Hemorragia intracerebral e falência renal já foram relatadas em um homem picado por uma Jararacuçu jovem, o que indica que os  espécimes jovens também podem dar uma picada fatal. A peçonha desta víbora apresenta uma dose letal mediana de 0.14 mg/kg (injeção intravenosa), 4.92 mg/kg (injeção subcutânea) e 2.73 mg/kg (injeção intraperitoneal), enquanto o rendimento médio por picada é de 1000 mg(1 grama).